# Gedersdorf
Gedersdorf è un comune austriaco di 2 183 abitanti nel distretto di Krems-Land, in Bassa Austria. Nel 1968 ha inglobato i comuni soppressi di Brunn im Felde e Theiß.